# Glaucorhoe albostrigaria
Glaucorhoe albostrigaria är en fjärilsart som beskrevs av Bremer 1864. Glaucorhoe albostrigaria ingår i släktet Glaucorhoe och familjen mätare. Inga underarter finns listade i Catalogue of Life.